# The Riverboat Gamblers
The Riverboat Gamblers est un groupe américain de rock, originaire de Denton, au Texas.

## Histoire

### Formation et débuts (1997-2000)
En 1997, Fadi El-Assad (Freddy Castro) (guitare solo) et Patrick Lillard (Spider Stewart) (basse) forment The Riverboat Gamblers avec Mike Wiebe (Rookie Sensation) (voix). L'intention initiale de Lillard était d'imiter les rockeurs de Virginie The Candy Snatchers, en contraste direct avec l'emo de l'époque. Les Riverboat Gamblers débutent en jouant des concerts à domicile à Denton, et dans la région de Dallas/Fort Worth.

### Apparitions et succès (2001-2008)
Avec le guitariste Fadi El-Assad, qui écrit l'essentiel de la musique, et le chanteur Mike Wiebe, qui s'occupe des paroles, les Gamblers sortent leur premier album éponyme en septembre 2001 chez Vile Beat Records, produit par le punk rockeur texan Tim Kerr (Big Boys, Lord High Fixers). Ils sortent de la scène universitaire de Denton à la même époque grâce à leur single Jenna (Is A No Show). Le groupe attire d'abord l'attention des grands labels après leur apparition au festival de musique South by Southwest (SXSW) d'Austin, au Texas, en 2003, mais le groupe signera finalement avec le label indépendant Gearhead Records. Grâce à ce label, les Gamblers sortent Something to Crow About en juin 2003, qui est également produit par Tim Kerr. Un clip vidéo pour le titre What's What est réalisé à partir de l'album. Après la réception chaleureuse de leur deuxième album, et une tournée européenne bien accueillie, ils déménagent de Denton à Austin.
Leur troisième album Backsides sort en septembre 2004 chez Beatville et Vile Beat Records. La raison de leur départ de Gearhead Records est due à un calendrier de tournée trop chargé. The Riverboat Gamblers tournent avec Flogging Molly au début de l'année 2005. En avril 2005, le groupe est signé chez Volcom Entertainment et se produit sur le Warped Tour de la même année. Le groupe part ensuite en tournée avec Rollins Band et X durant l'été 2006. Ils tournent également avec Dead to Me et Joan Jett à l'automne de la même année.

### Underneath the Owl(2009-2010)
Underneath the Owl, le cinquième album studio des Riverboat Gamblers, sort le 10 mars 2009. En juin 2009, le groupe reprend la chanson Let's Go Crazy de Prince pour l'album hommage à Purple Rain de Spin intitulé Purplish Rain. Ils assurent la première partie de Rise Against aux côtés de Rancid sur le Appeal to Reason Tour l'été suivant.
Dans la nuit du 17 octobre 2009, MacDougall est renversé par un camion alors qu'il rentre chez lui à vélo. Il subit de graves blessures mais se rétablit à temps pour l'apparition du groupe Warped Tour 2010.
En mars 2010 sort le clip du single Robots May Break Your Heart. En juin, le groupe organise un concours de remix pour le premier single, enregistre quatre titres pour une session Daytrotter disponible en téléchargement gratuit, et sort sa propre application iPhone. Juste avant l'automne, le groupe assure la première partie de Pennywise lors de leur tournée canadienne tout au long du mois de septembre. Plus tard dans l'année, ils reprennent la chanson Heaven Is Falling de Bad Religion pour l'album Germs of Perfection : A Tribute to Bad Religion. La « mixtape gratuite » est publiée le 19 octobre 2010 sur le site web de Spin.

### The Wolf You Feed(2011-2013)
Les Riverboat Gamblers figurent sur le titre Ambulance Faces du projet parallèle de MacDougall et Lillard Broken Gold en mars 2011. Le groupe partage ensuite la tête d'affiche d'une tournée nationale aux États-Unis avec Dead To Me et Off With their Heads à l'été 2011 et sortent un split à trois qui n'est disponible que pour les personnes présentes. En juillet, la signature du groupe est annoncée chez Paper + Plastick Records, et le groupe sortira son EP Smash/Grab accompagné de la chanson gratuite The Ol' Smash and Grab. Après la tournée, ils retournent en studio pour terminer leur sixième album studio. En novembre 2011, le clip de The Ol' Smash and Grab sort.
Le groupe assure la première partie de Social Distortion sur certaines dates au début du mois de mai 2012. The Wolf You Feed, leur dernier album studio, sort le 22 mai 2012. En soutien à l'album, les Riverboat Gamblers et Cobra Skulls effectuent le Wolf and Snakes Tour durant tout le mois d'octobre 2012. Le même mois, ils sortent le clip de leur chanson Eviction Notice issue de l'album.
Les clips des singles Good Veins, Comedians et Blue Ghosts sortent en avril et juin 2013,. The Riverboat Gamblers annoncent une tournée estivale avec Blacklist Royals pour l'été 2013. En août 2013, le single Heart Conditions voit la sortie d'un clip qui sert de suite à Blue Ghosts.

### Massive Fraud(2014-2020)
Le dernier single de The Wolf You Feed est Gallows Bird et son clip, sortis en juin 2014. En octobre 2014, les Riverboat Gamblers annoncent leur single Dead Roach qui sort en même temps que leur reprise face B de Sound on Sound des Big Boys. Celui-ci est enregistré avec Stuart Sikes à Big Orange, au Texas, et devient le premier de ce qui serait trois sorties de single à travers End Sounds. Sound on Sound est apparue à l'origine sur une compilation de vingt groupes intitulé Influence :A Tribute to Big Boys, publiée par le label canadien Stiff Hombre Records en juin 2014.
Le groupe fait la première partie de Rocket from the Crypt en novembre 2014 et Bad Religion en avril 2015. Aussi, leur reprise de I Wanna Destroy You des Soft Boys est diffusée pour la première fois le 16 novembre 2015. Elle sorti en face B de leur single Time to Let Her Go. Le 18 mars 2016, lors de leur performance à SXSW, Wiebe subit un effondrement du poumon et des côtes cassées après une chute ratée. Le groupe continue le spectacle et annule d'autres représentations jusqu'à ce que Wiebe se rétablisse à l'hôpital. En avril suivant, le groupe annonce que leur dernier single Massive Fraud sortira le 24 juin 2016 en tant que dernière partie de leur série de single sur End Sounds, accompagné d'une reprise en face B de Hate the Police des Dicks.
L'annonce du Warped Tour 2017 présente les Riverboat Gamblers sur deux dates en juillet 2017 sur la scène Skullcandy.

### Punk Rock Bowling (depuis 2020)
Le groupe se produit régulièrement au festival de musique Punk Rock Bowling à Las Vegas depuis 2005. Lors de leur concert de 2021 au Punk Rock Bowling, le 26 septembre, Fadi El-Assad subit une grave rupture du tendon d'Achille. Il prendra l'avion pour rentrer chez lui le lendemain afin de se rendre chez le médecin et de se faire opérer pour corriger la blessure. Les Gamblers ont pu donner un dernier concert cette année avec El-Assad au festival de musique Punk in the Park dans le comté d'Orange, en Californie. Au lieu de se produire en concert pendant le reste de l'année et au début de l'année suivante, le groupe se concentre sur l'écriture de nouveaux morceaux pour les sorties à venir pendant la convalescence d'El-Assad.

## Discographie
- 2001 : The Riverboat Gamblers (Beatville Records)
- 2003 : Something to Crow About (Gearhead Records)
- 2004 : Backsides (Beatville Records)
- 2006 : To the Confusion of Our Enemies (Volcom Entertainment)
- 2009 : Underneath the Owl (Volcom Entertainment)
- 2012 : The Wolf You Feed (Volcom Entertainment)